# Gendarme Mountain
Gendarme Mountain är ett berg i Kanada.   Det ligger i provinsen Alberta, i den centrala delen av landet, 3 200 km väster om huvudstaden Ottawa. Toppen på Gendarme Mountain är 2 913 meter över havet, eller 414 meter över den omgivande terrängen. Bredden vid basen är 2,2 km.
Terrängen runt Gendarme Mountain är bergig västerut, men österut är den kuperad.Trakten runt Gendarme Mountain är nära nog obefolkad, med mindre än två invånare per kvadratkilometer.. Det finns inga samhällen i närheten. 
Trakten runt Gendarme Mountain är permanent täckt av is och snö.